# Kafala
Kafala es el nombre que recibe en el derecho islámico la institución del acogimiento legal de un niño o niña por una persona distinta de sus padres biológicos. Se trata de una institución equivalente a la acogida en occidente, ya que en la kafala el niño no deja su pertenencia a su familia de origen ni adquiere parentesco con su tutor.
La kafala no es un concepto unívoco ya que existen casos distintos de kafala.
Se denomina kafil al mayor que acoge al menor. El kafil debe ser musulmán y en algunos casos debe pertenecer al mismo país que el menor en cuestión.

## Diferencias entre varias relaciones padre/hijo
El Islam ha prohibido específicamente la adopción, después de que el profeta Mahoma se casara con la exesposa de su hijo adoptivo Zaid, desde entonces se considera que la relación adoptiva no es legal en el Islam.
En cambio, el Islam introdujo un sistema diferente llamado "Kafala", que se traduce literalmente como "patrocinio". El sistema islámico de patrocinio (Kafala) es significativamente diferente del concepto de adopción del resto del mundo. Por ejemplo, mientras que el patrocinador cubre los gastos de manutención y la manutención del niño apadrinado, los niños apadrinados se consideran ajenos a sus hermanos por apadrinamiento. Una hija biológica adolescente debe usar hiyab y estar completamente vestida frente a su hermano adolescente por patrocinio. Y es posible que la hija biológica se case con su hermano por patrocinio cuando sean mayores si este es musulmán.
Los niños apadrinados no utilizan las palabras "mamá", "papá", "hermano" y "hermana" para describir a los miembros de la familia del patrocinador. Los niños apadrinados no heredan dinero ni posesiones de sus padres patrocinadores, en comparación con los niños biológicos que sí lo heredan.
| Cualidades                                                                                  | Hijos biológicos | Niño apadrinado ("Kafala") | Niño de parentesco    |
| ------------------------------------------------------------------------------------------- | ---------------- | -------------------------- | --------------------- |
| Derecho a heredar de sus padres 'adoptivos'                                                 | Sí               | No                         | No                    |
| Puede casarse dentro de la familia inmediata (ej. hermanos adoptivos y/o su padre adoptivo) | No               | Sí                         | No                    |
| Pueden ver a las hermanas sin hiyab, el velo islámico (si son adolescentes)                 | Sí               | No                         | Sí                    |
| Derecho a llevar el apellido del padre que patrocina                                        | Sí               | No                         | No                    |
| Derecho a llamar a sus padres patrocinadores "Mamá" y "Papá"                                | Sí               | No                         | Puede decir "hermano" |
| Derecho a los gastos de manutención                                                         | Sí               | Sí - pero es voluntario    | No                    |
| Derecho a vivir con la misma familia después de la pubertad                                 | Sí               | No                         | No                    |

## Adopción de niños marroquíes en España
Si bien, los musulmanes no pueden ser adoptados por Dhimmis, España aplica la Sharia y reconoce la kafala. Una vez en España, el niño deberá inscribirse en el Consulado Marroquí correspondiente a la ciudad de residencia. Este consulado realizará un seguimiento del menor y unos informes periódicos que remitirá al Juez Tutelar del Menor. Si la familia española es Kafir, deben demostrar que poseen conocimientos suficientes del islam para poder educar a los niños en esa religión.